# Freddie Lindstrom
Pour les articles homonymes, voir Lindstrom.
Frederick Charles « Freddie » Lindstrom, né le 21 novembre 1905 à Chicago et mort dans cette même ville le 4 octobre 1981, est un joueur américain de baseball évoluant en Ligue majeure de 1924 à 1936.
Il joue pour les Giants de New York (1924-1932), les Pirates de Pittsburgh (1933-1934), les Cubs de Chicago (1935) et les Dodgers de Brooklyn (1935). Il est élu membre du temple de la renommée du baseball en 1976. Il est le plus jeune joueur à jouer en Série mondiale à 18 ans.